# یورک‌تاون (آیووا)
یورک‌تاون (به انگلیسی: Yorktown) شهری در ایالت آیووا کشور ایالات متحده آمریکا است که جمعیت آن در سرشماری سال ۲۰۱۰ میلادی، ۸۵ نفر بوده‌است.